# Chariesthes chassoti
Chariesthes chassoti är en skalbaggsart som beskrevs av Stefan von Breuning 1969. Chariesthes chassoti ingår i släktet Chariesthes och familjen långhorningar. Inga underarter finns listade i Catalogue of Life.